# Hôtel de Wangen (Saverne)
Pour les articles homonymes, voir Hôtel de Wangen.
L'hôtel de Wangen est un monument historique situé à Saverne, dans le département français du Bas-Rhin.

## Localisation
Ce bâtiment est situé au 24, rue des Murs à Saverne.

## Historique
L'édifice fait l'objet d'une inscription au titre des monuments historiques depuis 1930.

## Architecture

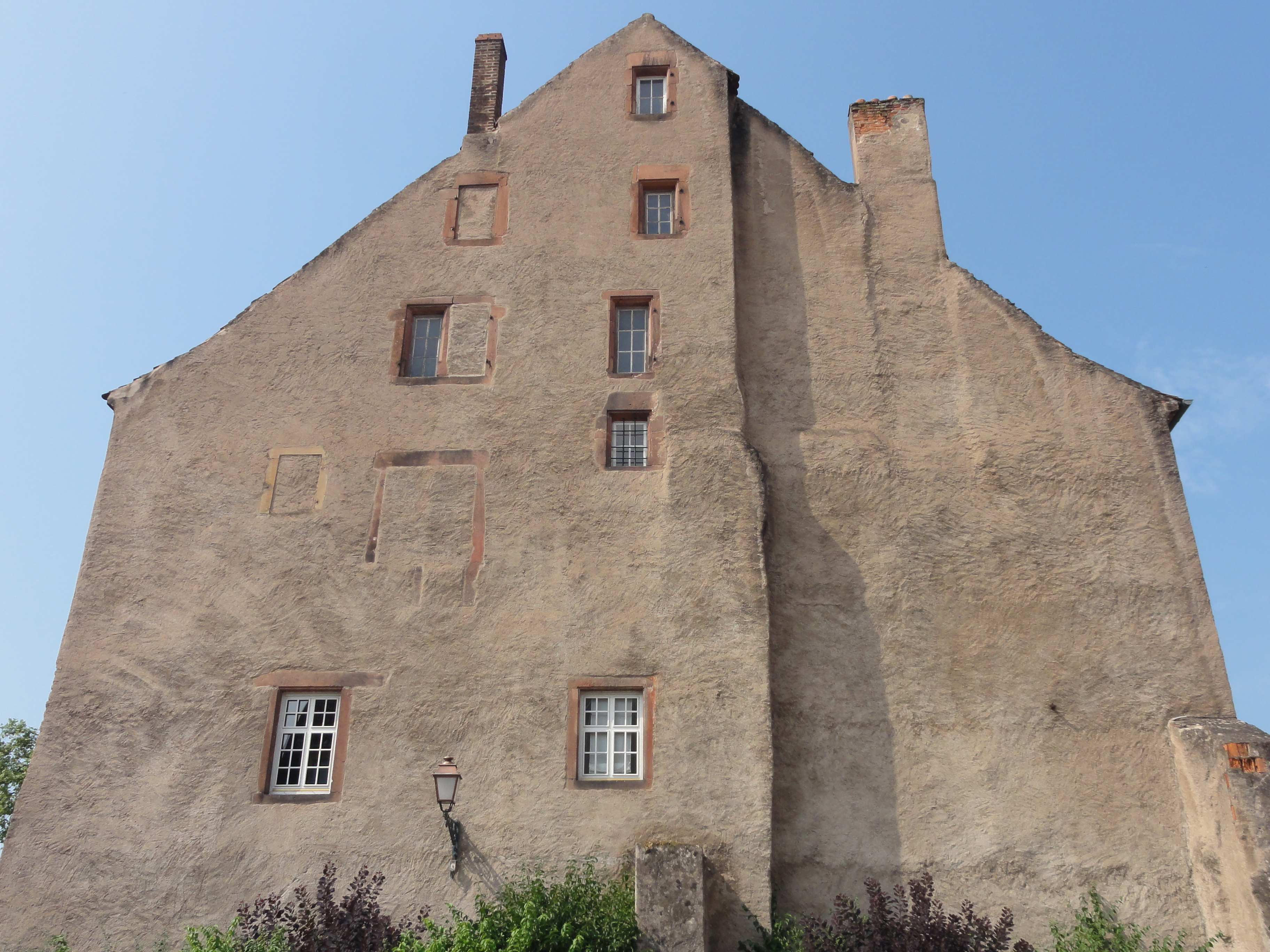
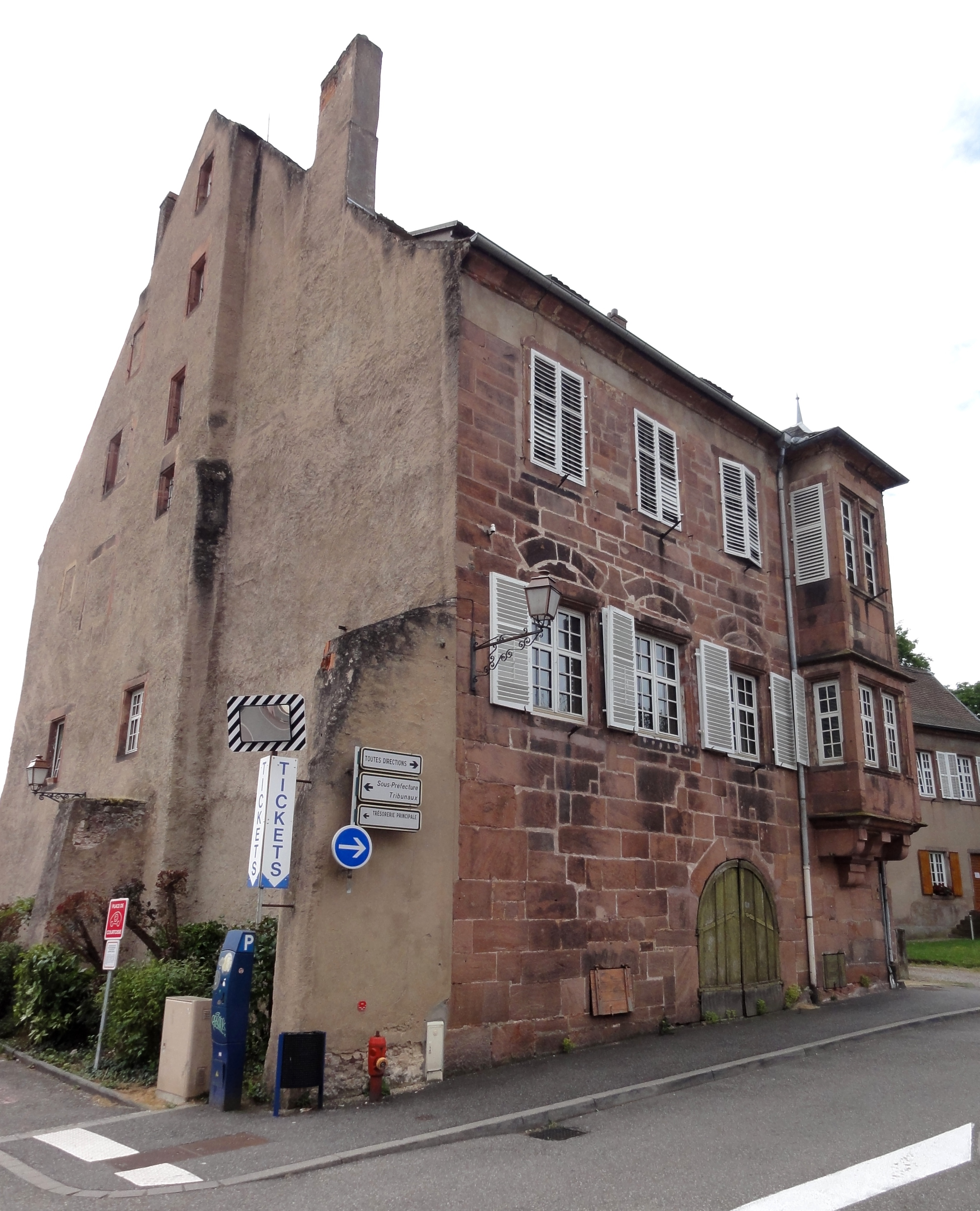
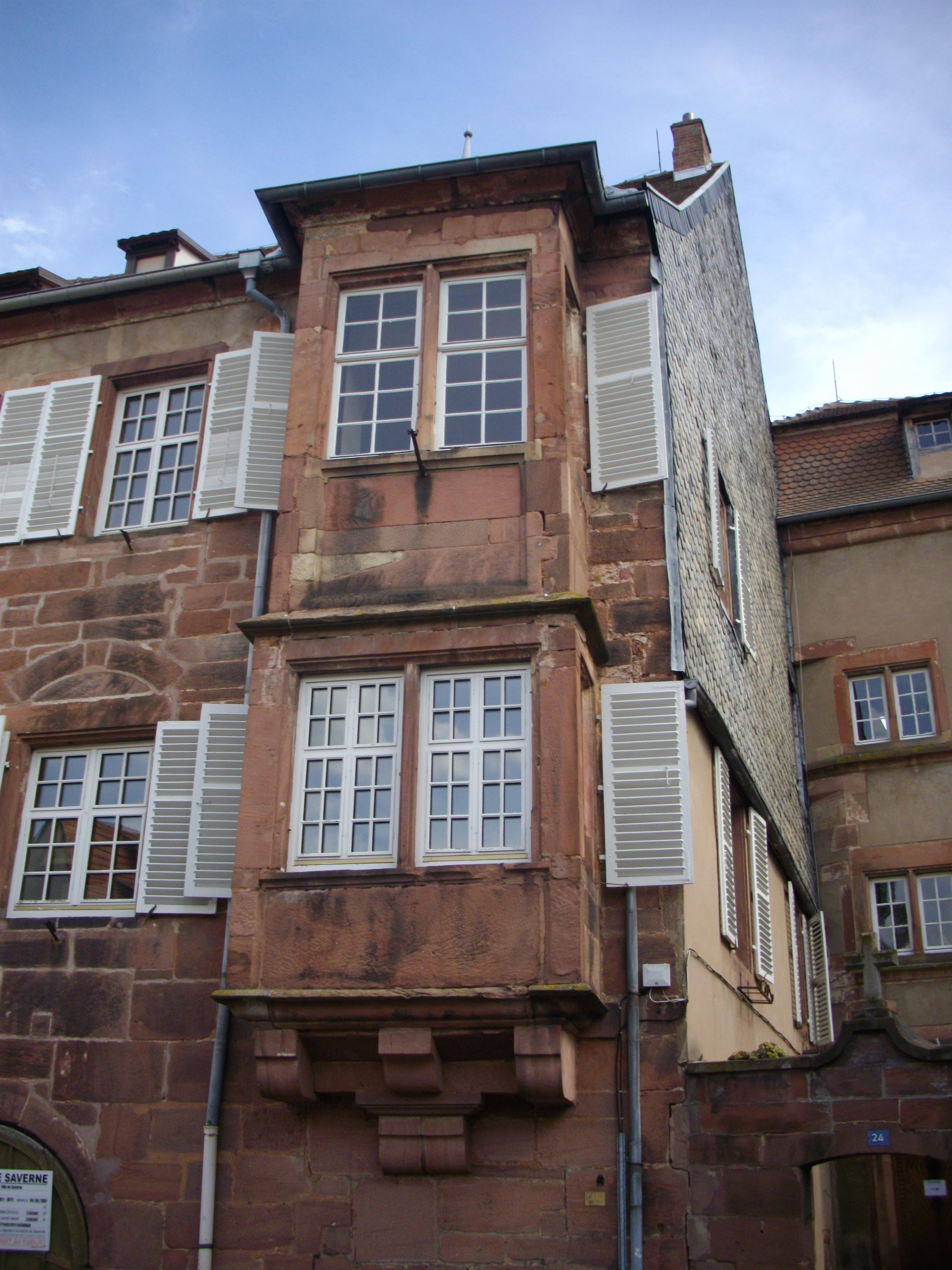
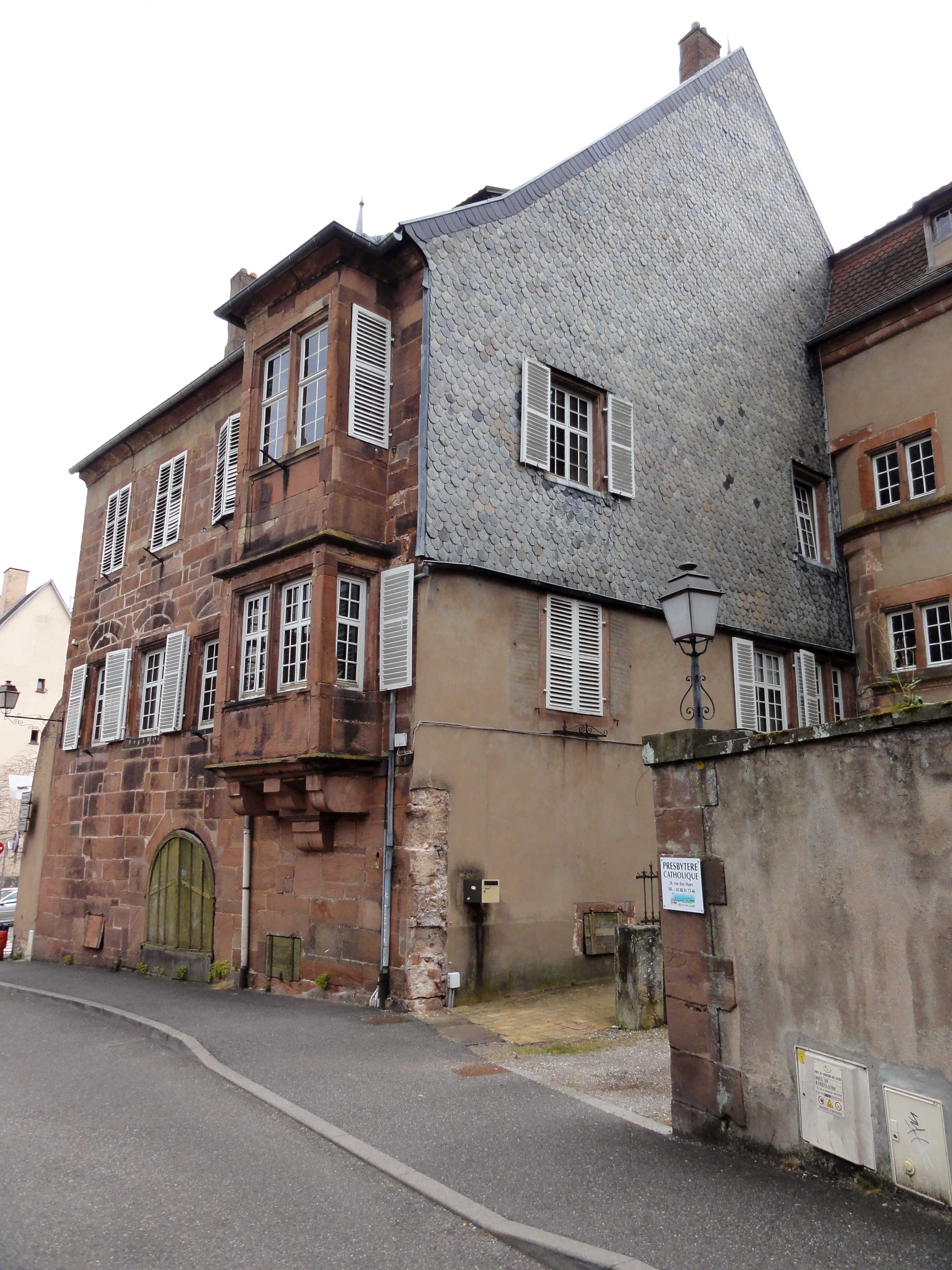
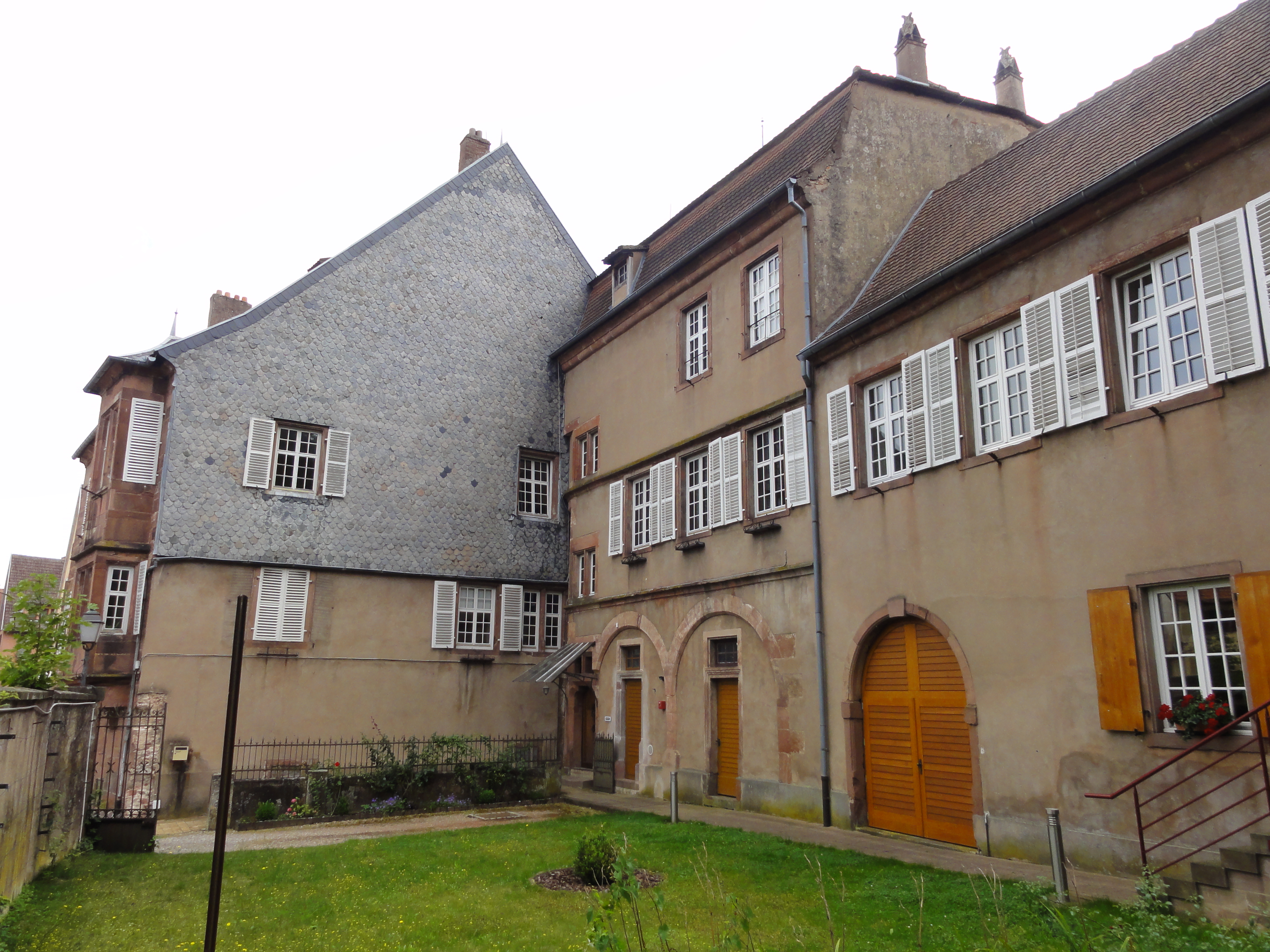